# 北京樓

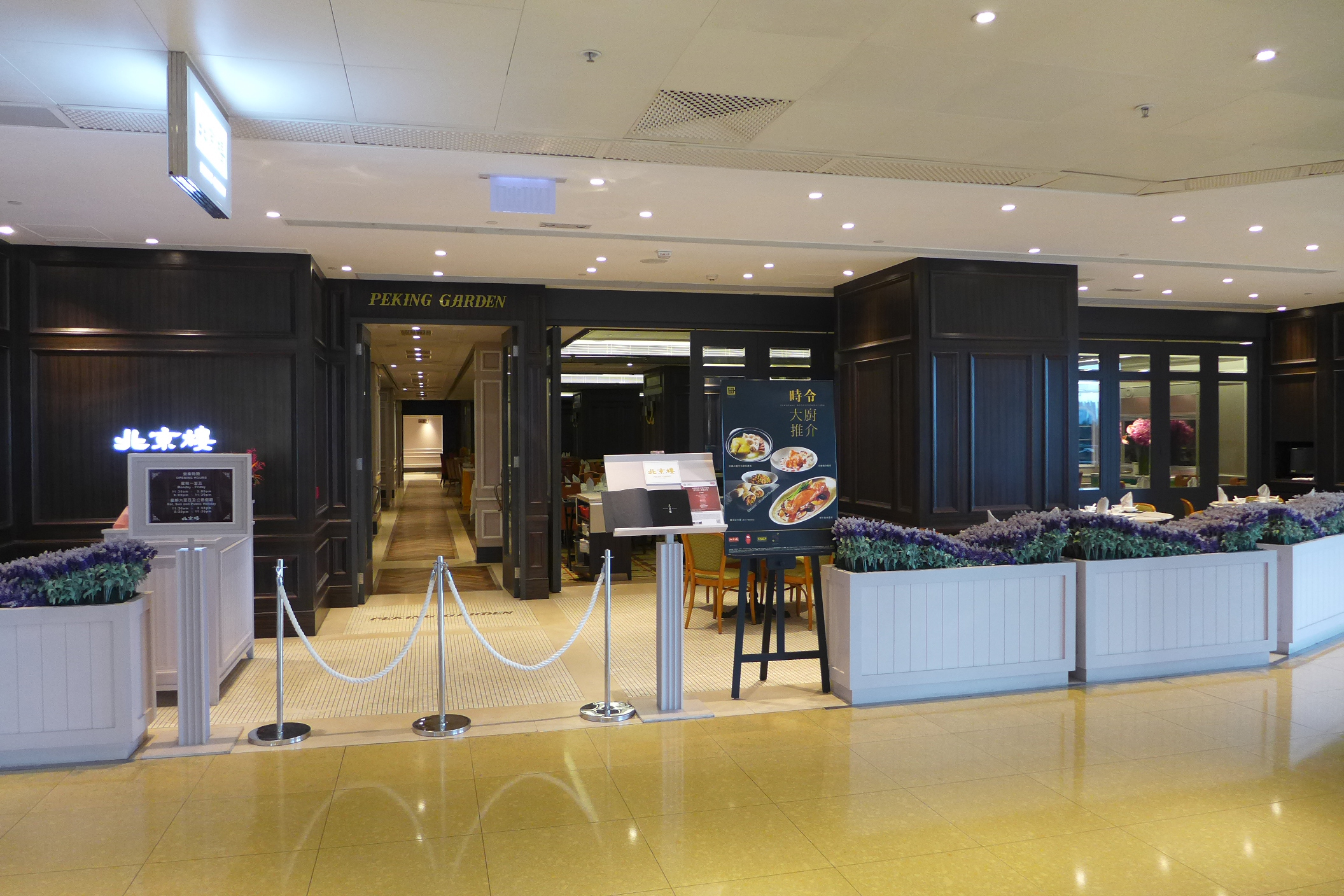
太古城中心北京樓

北京樓為美心食品有限公司外省菜部最為香港熟知的品牌，旗下管理一系列京川滬湘酒樓，開業初時各菜系分別較清晰，1990年代開設其他品牌餐廳，揉合各個菜系。

## 歷史
1974年，美心在成功開辦翠園酒家之後，定下多元化發展目標，並在銅鑼灣怡東商場二樓開設首間特色菜館北京樓，並由廚師王振之和王明珠主理。不過，當時香港因石油危機引致的環球經濟衰退影響，未能進一步擴展。1977年之後，香港經濟逐漸復甦，美心分別在尖沙咀帝國中心、星光行及中環歷山大廈等商業中心區開辦北京樓。1980年，美心又在中環置地廣場開辦錦江春川菜館，進運四川菜市場。1984年，美心又在中環和記大廈開設了上海菜館滬江春。
北京樓當年開業打破傳統京菜傳統，縮減菜色，不像傳統北京菜，一餐飯先吃鴨腎、鴨膶、鴨油炒蛋……8個餸之後才吃烤鴨，而改為廣東化的在頭盤、湯之後，就吃烤鴨。而且把烤鴨推至顧客旁，由師傅堂弄片皮鴨，又讓顧客在富貴雞進行動土儀式並拍下寶麗來，也有一個小鎚子作留念，更在星光行及歷山大廈兩間分店每晚進行拉麵表演。

## 菜式
- 烤北京填鴨
- 正宗火焰富貴雞
- 北京宮爆大蝦球
- 糖醋桂花魚

## 北京樓
分店
北京樓現有分店如下：
- 尖沙咀 星光行（可筵開30席）
  - 1978年開業。
- 中環 歷山大廈（可筵開14席）

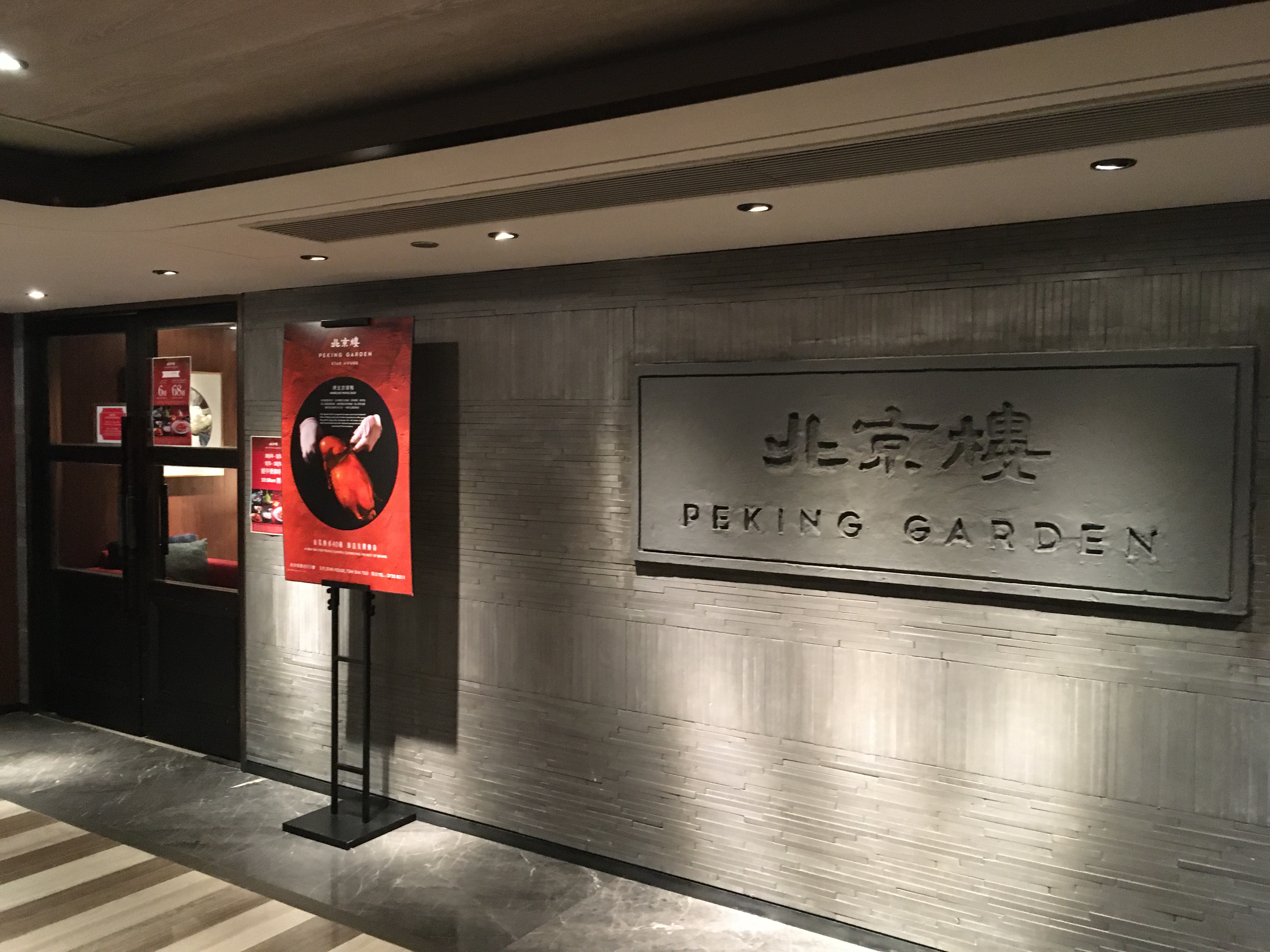
2020年的尖沙咀星光行北京樓

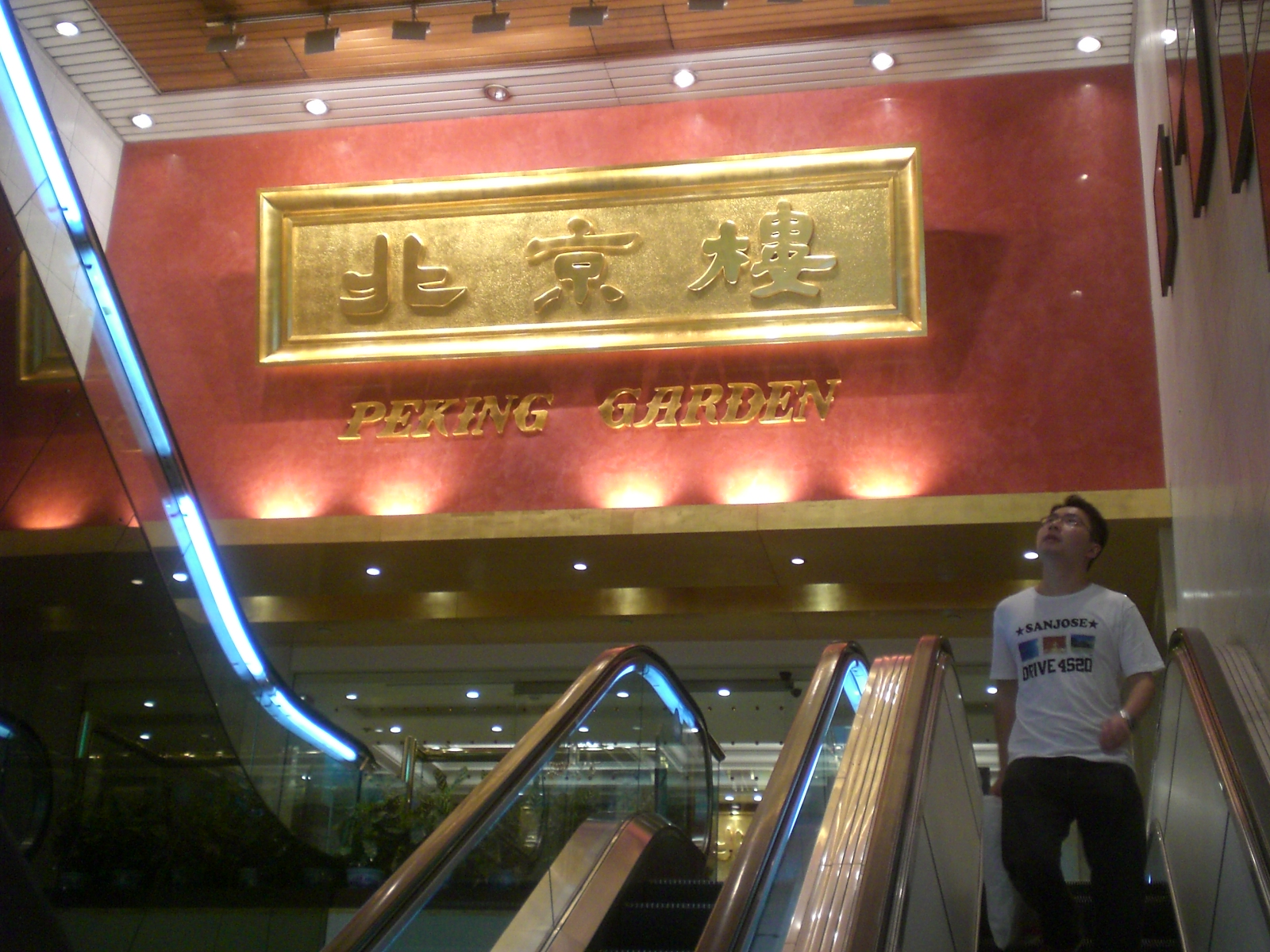
2009年的尖沙咀星光行北京樓

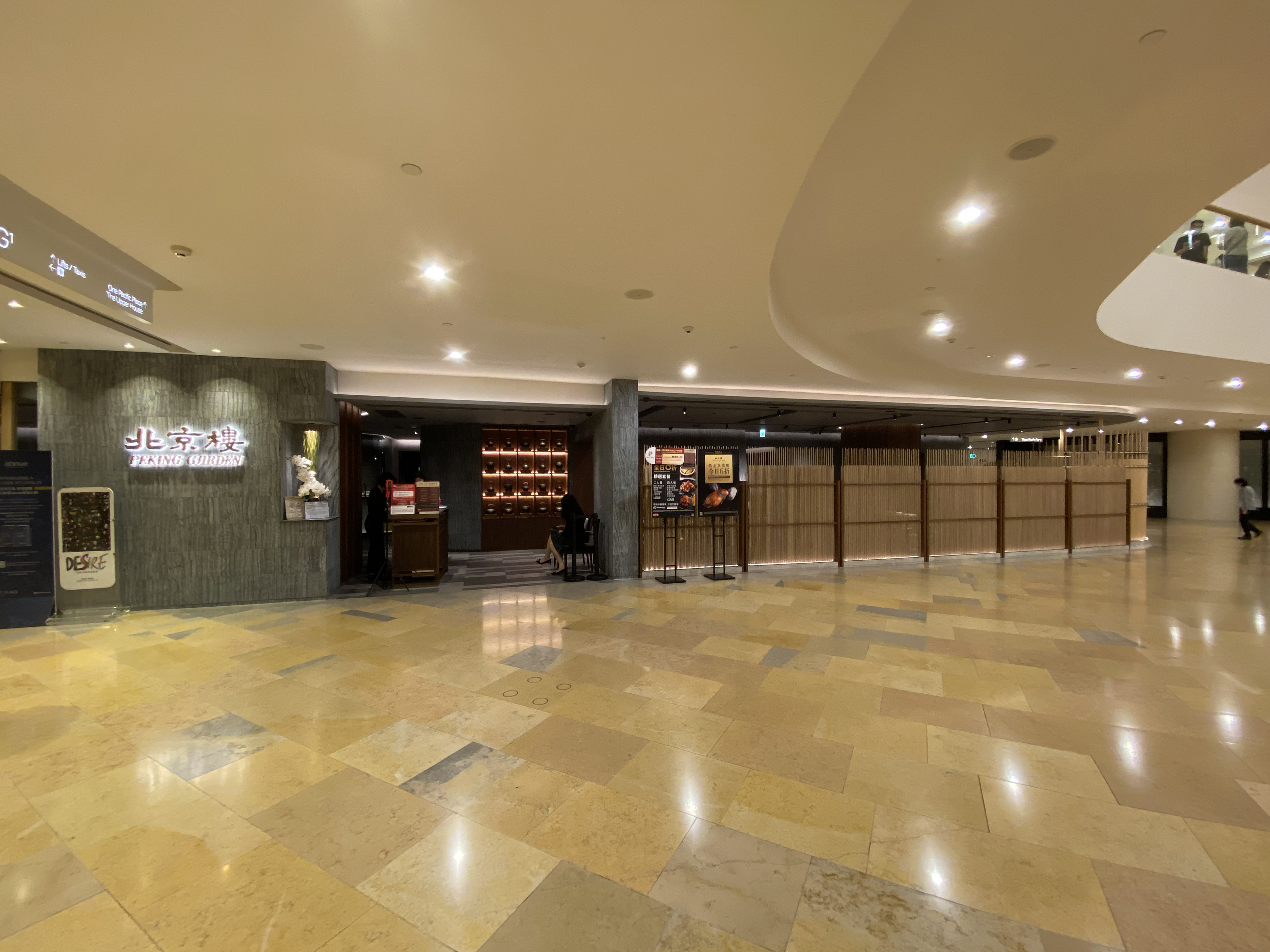
金鐘太古廣場北京樓

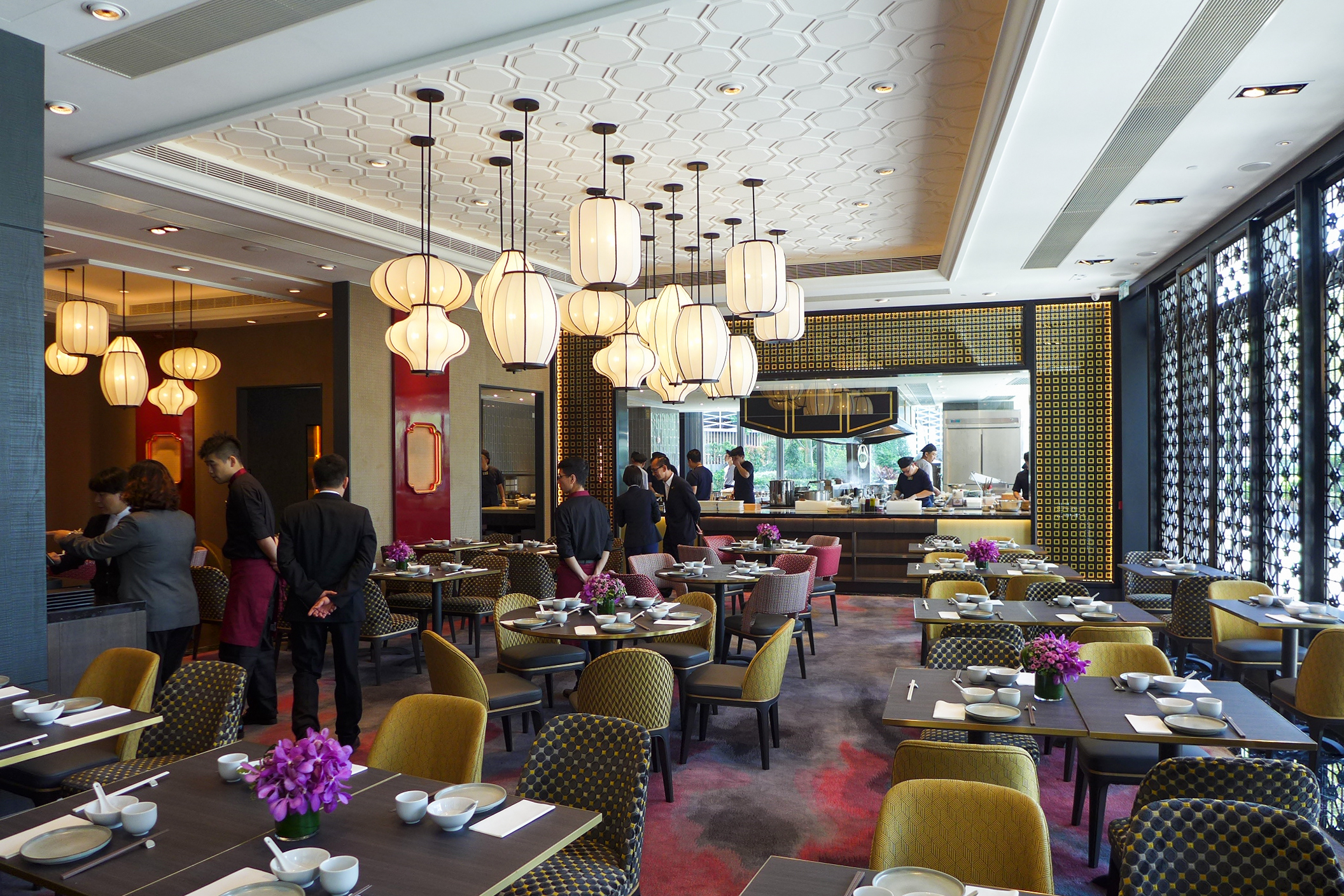
元朗 形點北京樓

  - 1970年代末開業，2002年歷山大廈翻新，停業一年多至2003年底才復業。原本地庫兩層樓面，改為地庫二層全層廚房，由透明升降機把菜運至地庫一層，2010年及2022年中再作翻新。
- 鰂魚涌 太古城中心（可筵開26席）
  - 1988年第一季開業，曾於1999年改為京華飯庄，2005年8月裝修及復名。2013年3月重新裝修，2013年5月重新營業。
- 金鐘 太古廣場
  - 1989年第四季開業，與錦江春各佔一半位置，2001年曾作大型翻新，後因商場翻新而2007年7月停業，於2008年12月16日遷至原Thai Basil位置並重新營業。2020年翻新後再度開業。
- 旺角 新世紀廣場
  - 2013年2月開業。
- 葵芳 新都會廣場
  - 2015年5月開業，由中國芳改成。
- 元朗 形點
  - 2017年7月開業
- 沙田 新城市廣場一期8樓801C號舖
  - 2019年8月由川淮居更為現稱。
- 九龍灣 德福廣場第一期F20號舖
  - 2023年9月開業，由翠園改成。

已結業分店
- 銅鑼灣 怡東商場
  - 1974年開業，即現時東角La Foret，1990年代結業。
- 銅鑼灣 興利中心
  - 1997年開業，由滬江春改變而成，2006年興利中心重建結業。
- 尖東 帝國中心
  - 1980年代開業，2004年初結業。
- 紅磡 黃埔花園
  - 1980年代開業，曾於1998年改為「黃埔抵食坊」，再於2000年結業。
- 荃灣 綠楊坊
  - 1980年代開業，曾於1999年改為淮揚飯店，2004年4月復名，再於2007年3月受商場翻新結業。
- 大埔 太和商場
  - 1989年第三季開業，於1998年結業。

## 錦江春
錦江春(Sichuan Garden)（1980年代至2007年），為美心食品有限公司旗下品牌的川菜酒家，現時已全部結業。1979年，伍淑清隨當時的新華社到四川考察，經中央批准，請了曾在四川芙蓉賓館和重慶人民賓館的師傅來港，開辦錦江春。
已結業分店
- 中環 置地廣場 告羅士打大廈
  - 首間分店，2000年裝修後改名川淮居，2004年配合商場重整結業。
- 金鐘 太古廣場
  - 1990年第一季開業，與北京樓各佔一半位置，2001年曾作大型翻新，2007年7月結業，並沒有跟隨北京樓搬遷裝修後復業。

## 紫玉蘭

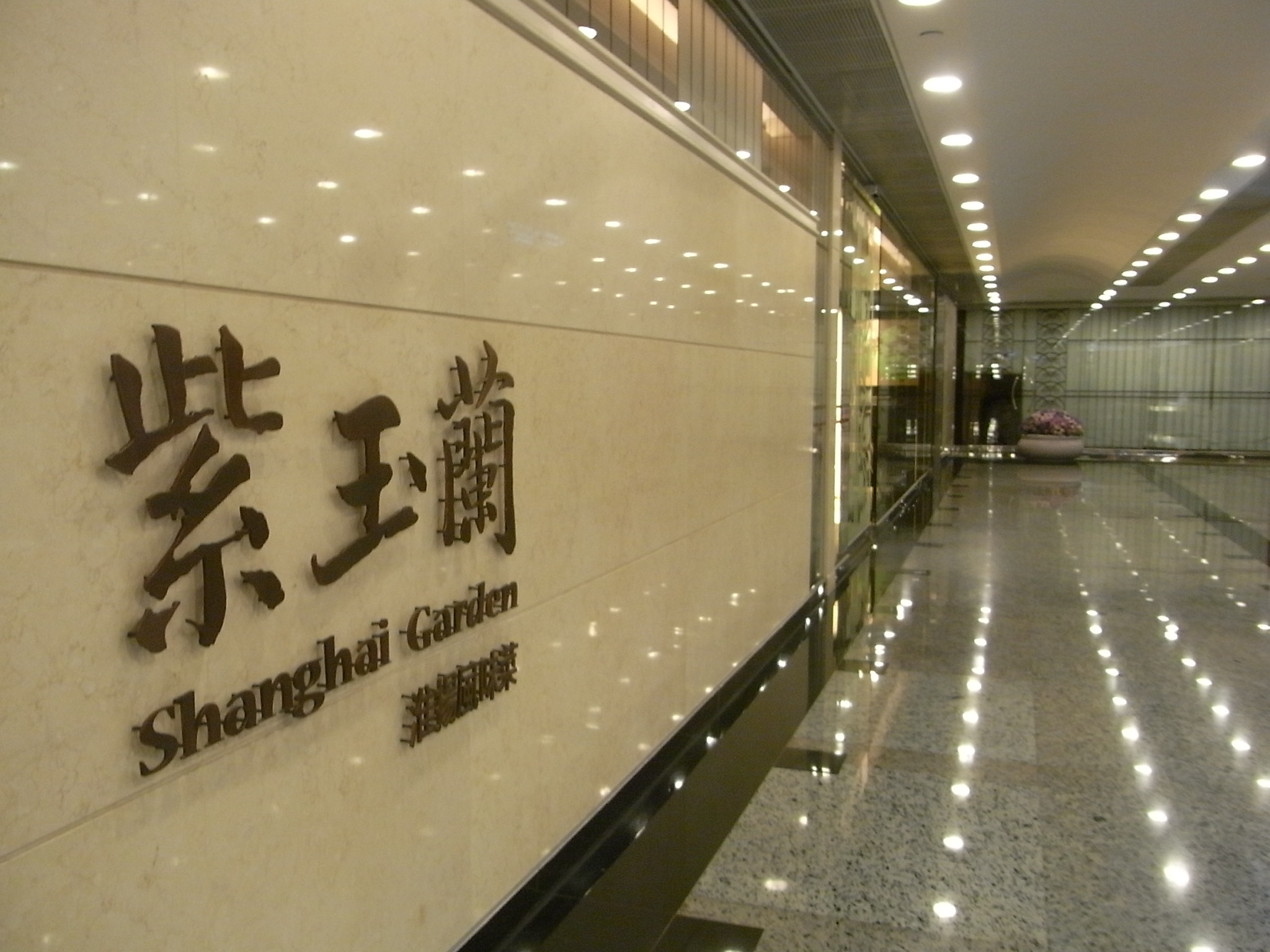
中環和記大廈分店

紫玉蘭(Shanghai Garden)（1999年至今），為美心食品有限公司旗下品牌的滬菜酒家，現時有1間分店，前名為滬江春。在2008年12月，榮獲米芝蓮指南評為一星級餐廳。
分店
- 中環 交易廣場1期4樓402號舖 
  - 原名為白玉蘭並採用淺藍色、橢圓形草書標誌與和記大廈紫玉蘭的亮紅色橢圓形草書標誌為姊妹品牌。2018更名為紫玉蘭，同時更新為現有採用紫色黑體的純文字標誌，移除原有的橢圓形及蘭花圖案。

已結業分店
- 銅鑼灣 興利中心
  - 1980年代末開業，名為滬江春，1992年改為翠園。

- 中環 和記大廈
  - 1980年代末開業，本名為滬江春，1999年改名紫玉蘭，初時地下設有酒吧，後期改為星巴克咖啡，2006年中翻新。2013年10月遷至同一大廈2樓。2018年因配合和記大廈重建結業

## 洞庭樓
洞庭樓(Hunan Garden)（1988年至今），為美心食品有限公司旗下品牌的湘菜酒家。
已結業分店
- 中環交易廣場富臨閣
  - 1988年開業，為香港首間湖南湘菜酒家，並且是唯一美心保留1980年代原裝裝修的酒家，大門的巨型荷花造型水池甚具特色。
  - 因交易廣場富臨閣重建，於2011年結業。

- 銅鑼灣時代廣場（可筵開15席）
  - 2007年11月開業，2012年4月受商場翻新影響結業。

- 鰂魚涌 太古城中心
  - 2013年11月開業，2016年5月結業，改為翠園

## 其他品牌

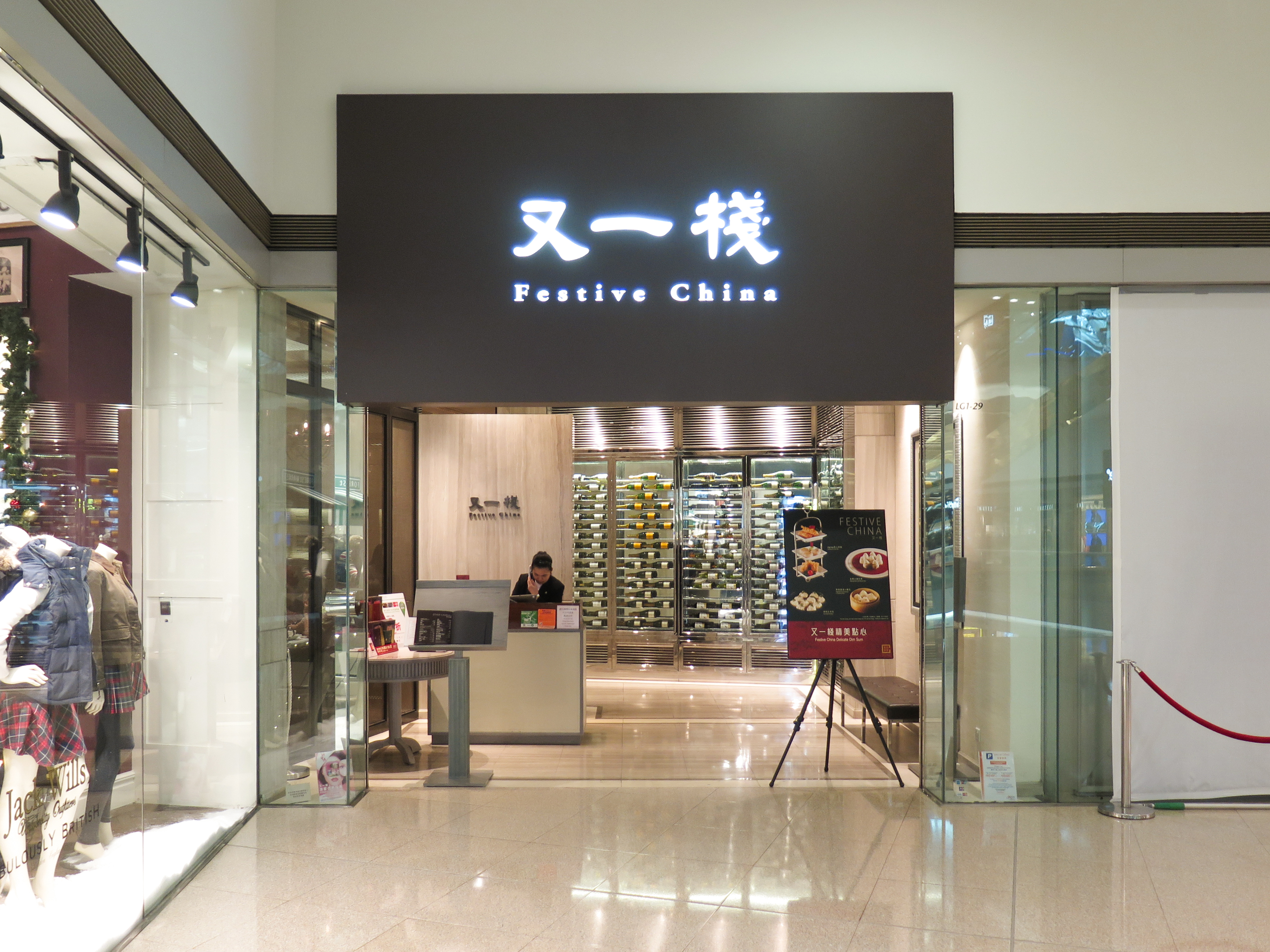
又一棧

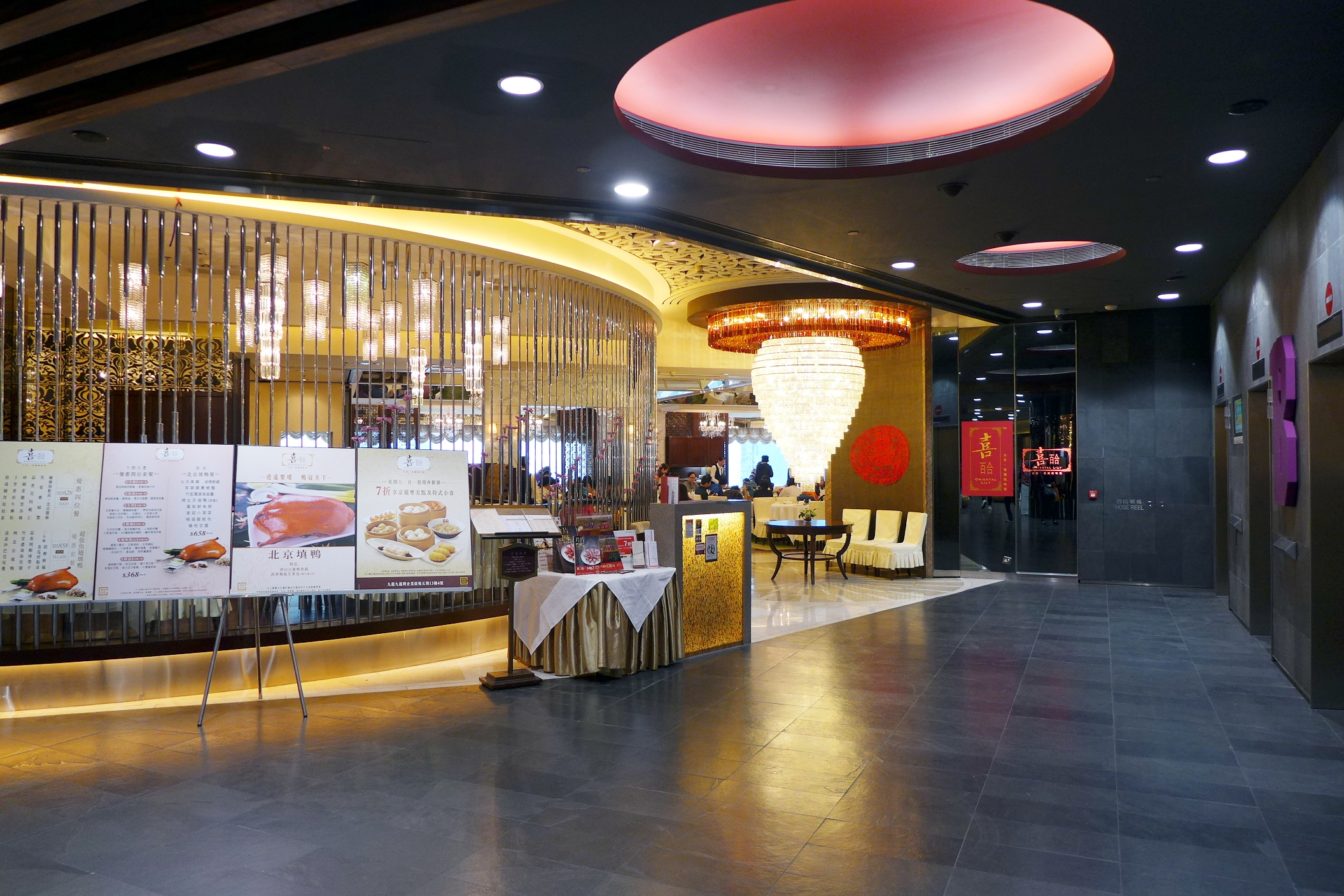
喜百合（已於2016年結業）

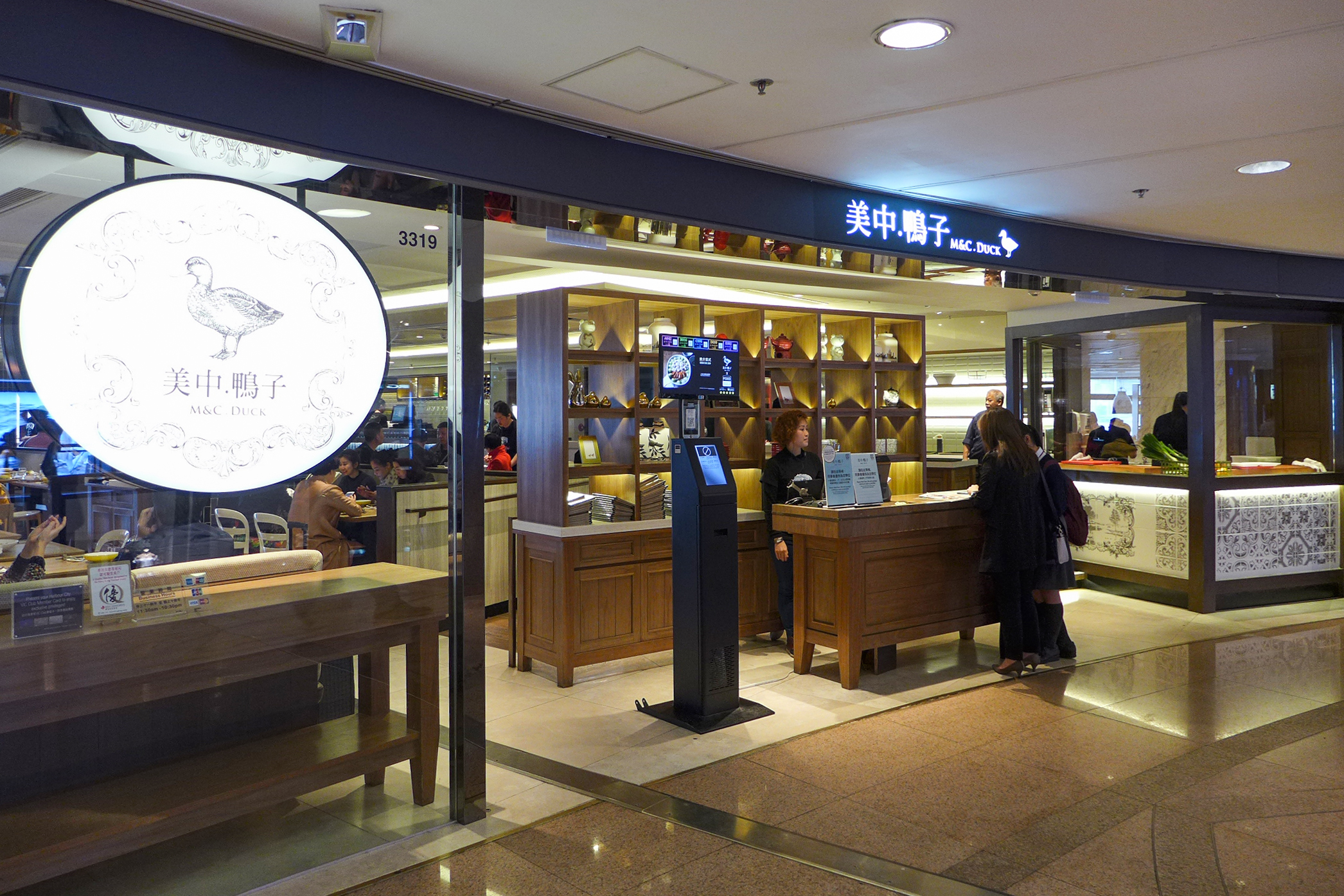
美中。鴨子

### 又一棧
- 九龍塘 又一城
  - 1998年開業，2012年5月作開業後第二次裝修後重新開業。
  - 於2017年7月31日後正式結業

### 北京人家
- 沙田 新城市廣場
  - 2002年取代「超人餐廳」開業，2004年結業。
- 荃灣 荃新天地
  - 2007年2月開業，2017年結業。
- 大埔 新達廣場
  - 2008年11月開業，由潮江春位置間出，2018年因商場翻新工程結業。

### 中國芳
- 九龍灣 德福廣場
  - 2002年取代m.a.x. concepts的Cellini開業，2008年3月結業。
- 葵芳 新都會廣場（可筵開14席）
  - 2010年5月31日開業，由潮江春位置間出，2015年5月改為北京樓。

### 蘭庭1.1.1.
- 中環 皇后中心
  - 2000年代初取代美心快餐開業，提供較簡單的菜式，2004年改為「石板街港式餐廳」。

### 映山紅
- 馬鞍山 馬鞍山廣場
  - 2005年開業，由美心皇宮位置間出；2011年6月結業。

### 喜百合
- 九龍灣 MegaBox（可筵開24席）
  - 2007年6月開業。
  - 2016年5月結業。

### 白玉蘭
- 中環 交易廣場（可筵開18席）
  - 2010年10月開業。
  - 2018年更名為紫玉蘭。

### 川淮居

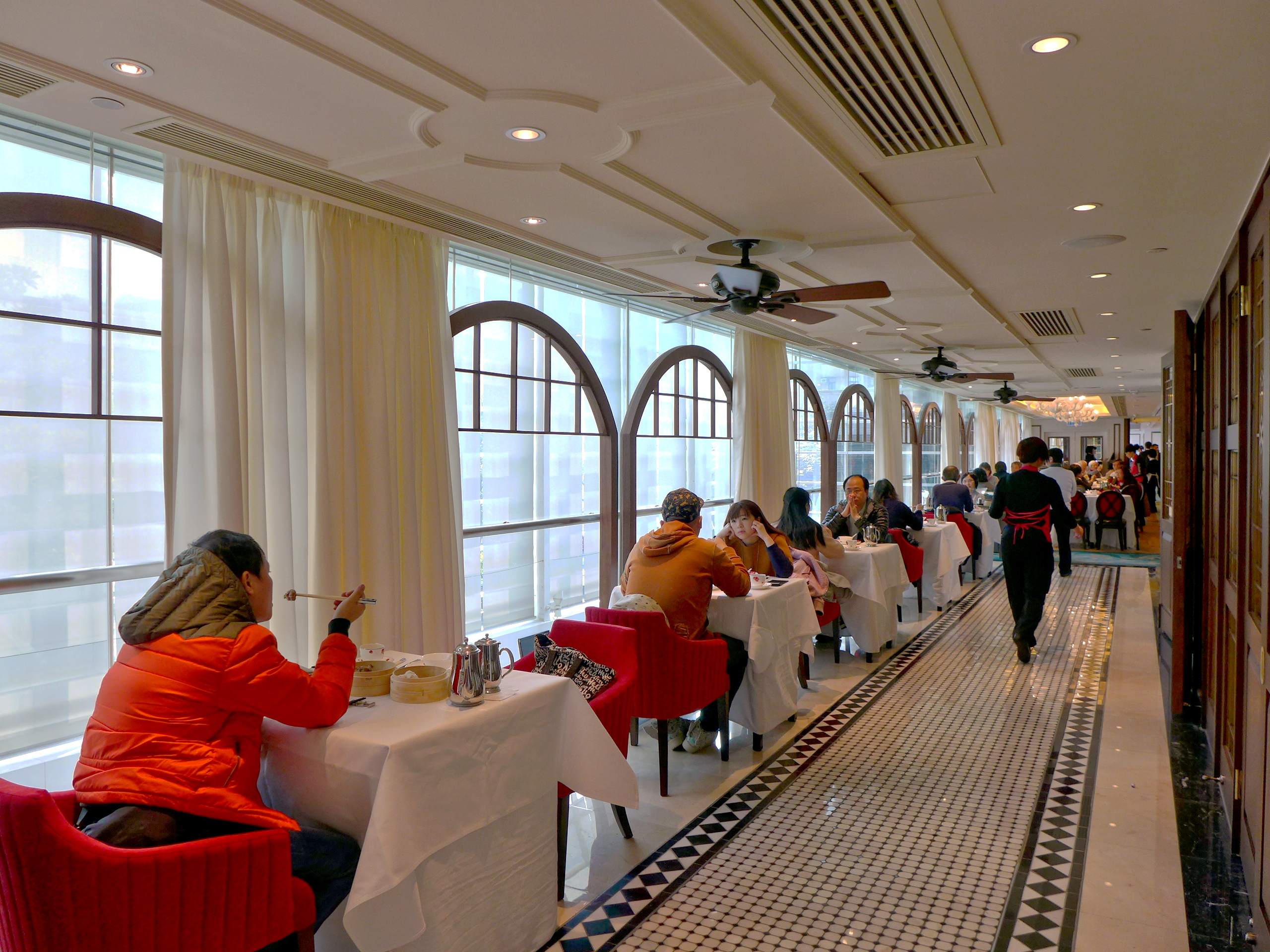
新城市廣場川淮居

- 中環 置地廣場
  - 2004年結業。
- 沙田 新城市廣場一期8樓801C號舖
  - 2013年11月開業。
  - 2019年8月更名為北京樓。

### 美中。鴨子
- 將軍澳 將軍澳中心商場
  - 2017年11月開業。

- 荃灣廣場
  - 2019年9月初開業。

- 大圍 圍方
  - 2023年7月22日開業。

### 魚塘。鴨子
- 尖沙咀 圓方 頂層R002-003號鋪
  - 2017年2月開業。

### 城中。鴨子
- 尖沙咀 海港城港威商場3階3319號
  - 原址為美中。鴨子，2018年12月更為現名。

### 淂記 DUCKEE
- 銅鑼灣 利園三期
  - 2020年11月開業

## 外部連結
- 北京樓官方網站